# Vega Baja del Segura
Vega Baja del Segura Spanyolországban, Valencia Alicante tartományában található comarca. Vega Baja del Segura Baix Vinalopó és Vinalopó Mitjà comarcákkal határos. Lakosainak száma 390 228 fő (2024).

## Önkormányzatai
- Albatera
- Algorfa
- Almoradí
- Benejúzar
- Benferri
- Benijófar
- Bigastro
- Callosa de Segura
- Catral
- Cox
- Daya Nueva
- Daya Vieja
- Dolores
- Formentera del Segura
- Granja de Rocamora
- Guardamar del Segura
- Los Montesinos
- Orihuela
- Pilar de la Horadada
- Rafal
- Redován
- Rojales
- San Fulgencio
- San Isidro
- Jacarilla
- Torrevieja
- San Miguel de Salinas